# Golden Slumbers
«Golden Slumbers» (рус. «Золотые сны; золотая дремота») — песня группы The Beatles, являющаяся частью кульминационного попурри в альбоме 1969 года «Abbey Road». Песня открывает последовательность композиций, длящуюся до конца альбома. За ней следуют «Carry That Weight» и «The End». Эти песни, записанные как единое целое, были созданы Полом Маккартни (официально приписываются дуэту Леннон-Маккартни). Аранжировкой и оркестровкой партии струнных и медных духовых инструментов занимался продюсер Джордж Мартин.

## Источник
«Golden Slumbers» основана на стихотворении «Cradle Song» (с англ. — «Колыбельная песня») драматурга Томаса Деккера. Оно встречается в его комедии 1603 года «Patient Grissel». Маккартни увидел ноты этой песни на фортепиано в доме своего отца, где их оставила его сводная сестра Рут Маккартни. Не сумев прочитать их, он написал свою музыку. Текст стихотворения был немного изменён; Томас Деккер не был назван в числе авторов текстов альбома Abbey Road.

## Запись песни
Существует первоначальный вариант песни, записанный 7 и 9 января 1969 года, во время сессии рабочего альбома «Get Back».
Ведущий вокал в песне принадлежит Маккартни. Начало песни исполнено на фортепиано в мягких тонах — создаётся впечатление прослушивания колыбельной. Затем подключаются вокал и фортепиано Маккартни и бас-гитара. Позже, когда подключаются ударные, Маккартни переходит на более сильный тон. Пол уделил вокалу в этой песне очень большое внимание и приложил серьёзные усилия при его записи, в итоге он остался доволен.

## Участники записи
- Пол Маккартни — вокал, фортепиано
- Ринго Старр — ударные
- Джордж Харрисон — бас-гитара
- Джордж Мартин — аранжировщик, продюсер
- Неназванные музыканты — партии двенадцати скрипок, четырёх альтов, четырёх виолончелей, контрабаса, четырёх валторн, трёх труб, тромбона, бас-тромбона

## Дополнительные факты
- В декабре 1971 года ВИА «Ариэль» исполнила песню на Всесоюзном фестивале «Серебряные струны»[3][4].